# 獨居長者
獨居長者，亦称獨居老人、空巢老人，是指單身一人或夫妻二人孤獨居住的老人，是現今社會問題之一。
独居老人可能因丧偶或者没有后代而独居，也可能因为子女居住在他处而独居。丧偶老人可以称为鳏寡老人，而属于后一种情况的老者在中國大陸又称为空巢老人。隨着人口老齡化，空巢老人已成為中國大陸的社會問題之一，通常面臨比他人更嚴重的心理問題。在高齡化的日本，獨居老人同樣嚴重，甚至出現很多孤獨死事件。
在西方，由於流行核心家庭，成年子女很少和父母同住，老人獨居很常見。沒有子女的獨居長者一般處於社會弱勢，不僅面對心理問題，經濟上也往往較困難。一些獨居老人在死亡數日後才會被發現。歐盟有對獨居長者的強制走訪制度，但台灣等地目前尚無這樣的制度。

## 就地安老
為了減少安老院的需要，有人提出了「就地安老」的想法: 充足的空間分配支持老年人的活動，改善他們的健康和身體機能。無障礙設施管理（例如建築物、通訊和交通設施）, 額外的設施，例如防滑地板和扶手有助老人實現和維持積極的老年生活。在建築物中使用適當的顏色來增強老年人的活動和情緒，抵消感官障礙，良好的亮度對比有助於提高視力。考慮到脊椎彎曲和有限的範圍，固定裝置和配件（例如櫃子）可以設計成適合老年人的適當的可調節高度。緊急按鈕等智慧型設備可以幫助護理人員監控老年人的健康狀況，甚至可以遠端防止跌倒。

## 詞語辨析
古代「孤」與「獨」不同義，例如《禮記‧禮運‧大同篇》：「故人不獨親其親，不獨子其子。使老有所終，壯有所用，幼有所長，鰥寡孤獨廢疾者皆有所養」當中「孤」是「幼年喪父或父母雙亡」，即孤兒；「獨」是「老而無子」。

## 另見
- 留守兒童